# Barbudazanger
De Barbudazanger (Setophaga subita, synoniem: Dendroica subita) is een zangvogel uit de familie der Parulidae (Amerikaanse zangers).

## Verspreiding en leefgebied
Deze soort is endemisch in Barbuda, een eiland in de Caribische Zee, dat deel uitmaakt van het land Antigua en Barbuda. De Barbudazanger leeft in het dichte struikgewas van het natuurgebied Two Foot Bay met een paar duizend exemplaren.